# Pies z Castro Laboreiro
Pies z Castro Laboreiro (port. cão de Castro Laboreiro) – rasa psa zaliczana do grupy molosów w typie górskim, wyhodowana w Portugalii do ochrony zwierząt hodowlanych przed drapieżnikami i złodziejami.

## Rys historyczny
Rasa pochodzi z małej portugalskiej wioski o nazwie Castro Laboreiro leżącej na północy kraju i prawdopodobnie jest jedną z najstarszych na Półwyspie Iberyjskim, powstałą z krzyżowania mastifów z lokalnymi psami. Wykorzystywano je jako psy pasterskie, stróżujące i obronne i w takim charakterze użytkuje się je do dziś. Rasa najpopularniejsza jest w środkowej i południowej Portugalii. Występuje dość rzadko, a poza krajem – niemal wcale. Psy te mają zbliżony wygląd do rasy labrador retriever, przez co uważane były mylnie za jej protoplastów.

## Klasyfikacja FCI
W klasyfikacji FCI rasa ta została zaliczona do grupy II – Pinczery, sznaucery, molosy i szwajcarskie psy do bydła, sekcja 2.2 – Molosy typu górskiego. Nie podlega próbom pracy.

## Charakter i usposobienie
Jest wiernym i posłusznym psem, niezastąpionym obrońcą stad przed drapieżnikami i złodziejami. Pełni funkcje stróżujące. Wyróżnia się specyficznym głosem wzmagającym się od cichego warczenia po ostre, długie szczekanie. Psy tej rasy wymagają zdecydowanego postępowania swojego opiekuna.

## Wygląd
Cão de Castro Laboreiro to pies w typie mastifa o prostokątnej sylwetce. Jest potężny i silny, często o imponującej szacie. Jego ruch powinien być swobodny, żwawy i energiczny. Pies ma dużą, wąską głowę, dobrze umięśniony tułów, szeroką, głęboką i pojemną klatkę piersiową oraz proste nogi o grubych kościach.